# Родригес Гильен, Висенте
Висе́нте Родри́гес Гилье́н (исп. Vicente Rodríguez Guillén; 16 июля 1981 года, Валенсия, Испания) — испанский футболист, полузащитник. Выступал за национальную сборную Испании.

## Карьера

### Клубная
Висенте начал заниматься футболом в школе «Атлетико Беникалап», а с 16 лет стал играть за другой валенсийский клуб «Леванте». В матчах второго дивизиона Висенте дебютировал в ноябре 1997 года и сразу привлек внимание многих европейских клубов, среди которых были мадридский «Реал» и лондонский «Арсенал». Руководство клуба не хотело продавать перспективного крайнего полузащитника (одно время в его контракте фигурировала сумма отступных в 150 миллионов евро), но в итоге летом 2000 года все-таки сочло возможным принять предложение «Валенсии».
Поначалу Висенте столкнулся с острой конкуренцией на левом фланге полузащиты в лице Кили Гонсалеса (из-за этого он, в частности, не сыграл в финале Лиги чемпионов против «Баварии»), однако в конце концов смог вытеснить аргентинца из состава, и тот был вынужден уйти в «Интернационале». В сезоне-2003/04 ставший незаменимым Висенте помог «летучим мышам» завоевать титул чемпионов Испании, Кубок УЕФА и Суперкубок Европы. Тогда же интерес к испанцу проявил «МЮ», однако Висенте предпочел остаться в «Валенсии», мотивируя это тем, что ему приятно играть в клубе, который он любит, и жить в городе, где он родился.
Сезон 2008/09 Висенте отыграл без серьёзных травм (впервые за несколько лет), однако к этому времени из основного состава «Валенсии» его вытеснил воспитанник столичного «Реала», молодой полузащитник Хуан Мата.
2 сентября 2011 года, после окончания контракта с «Валенсией», Висенте покинул испанский чемпионат, подписав соглашение на один год с английским клубом «Брайтон энд Хоув Альбион». В 2013 году завершил карьеру.

### В сборной
За сборную Испании Висенте начал играть в 2001 году, однако не попал в заявку команды на чемпионат мира в Японии и Корее. Родригес участвовал во всех матчах ЧЕ-2004, однако испанцы на том турнире так и не смогли выйти из группы. Всего за сборную он провёл 38 матчей, забив в них 3 мяча.

## Достижения

### Командные
- Чемпион Испании (2): 2001/02, 2003/04
- Бронзовый призёр чемпионата Испании (3): 2005/06, 2009/10, 2010/11
- Обладатель Кубка Испании: 2007/08
- Обладатель Кубка УЕФА: 2003/04
- Обладатель Суперкубка УЕФА: 2004
- Финалист Лиги чемпионов: 2000/01

### Личные
В 2004 году Висенте получил премию испанского футбольного журнала Don Balón как лучший футболист года в Испании.

## Статистика
| Клуб                        | Сезон                       | Национальный чемпионат      | Национальный чемпионат | Национальный чемпионат | Национальные кубки | Национальные кубки | Еврокубки | Еврокубки | Всего | Всего |
| Клуб                        | Сезон                       | Лига                        | Игры                   | Голы                   | Игры               | Голы               | Игры      | Голы      | Игры  | Голы  |
| --------------------------- | --------------------------- | --------------------------- | ---------------------- | ---------------------- | ------------------ | ------------------ | --------- | --------- | ----- | ----- |
| Леванте                     | 1997/1998                   | Сегунда                     | 3                      | 1                      | 0                  | 0                  | —         | —         | 3     | 1     |
| Леванте                     | 1998/1999                   | Сегунда B                   | 16                     | 1                      | 2                  | 0                  | —         | —         | 18    | 1     |
| Леванте                     | 1999/2000                   | Сегунда                     | 35                     | 7                      | 1                  | 0                  | —         | —         | 36    | 7     |
| Всего за «Леванте»          | Всего за «Леванте»          | Всего за «Леванте»          | 54                     | 9                      | 3                  | 0                  | —         | —         | 57    | 9     |
| Валенсия                    | 2000/2001                   | Примера                     | 33                     | 5                      | 2                  | 1                  | 14        | 0         | 49    | 6     |
| Валенсия                    | 2001/2002                   | Примера                     | 31                     | 1                      | 1                  | 0                  | 8         | 1         | 40    | 2     |
| Валенсия                    | 2002/2003                   | Примера                     | 28                     | 1                      | 2                  | 0                  | 11        | 0         | 41    | 1     |
| Валенсия                    | 2003/2004                   | Примера                     | 33                     | 12                     | 4                  | 1                  | 7         | 2         | 44    | 15    |
| Валенсия                    | 2004/2005                   | Примера                     | 12                     | 3                      | 1                  | 1                  | 4         | 2         | 17    | 6     |
| Валенсия                    | 2005/2006                   | Примера                     | 21                     | 3                      | 1                  | 0                  | 0         | 0         | 22    | 3     |
| Валенсия                    | 2006/2007                   | Примера                     | 16                     | 4                      | 0                  | 0                  | 5         | 0         | 21    | 4     |
| Валенсия                    | 2007/2008                   | Примера                     | 17                     | 0                      | 6                  | 1                  | 4         | 1         | 27    | 2     |
| Валенсия                    | 2008/2009                   | Примера                     | 27                     | 6                      | 8                  | 4                  | 5         | 0         | 40    | 10    |
| Валенсия                    | 2009/2010                   | Примера                     | 11                     | 0                      | 2                  | 0                  | 2         | 0         | 15    | 0     |
| Валенсия                    | 2010/2011                   | Примера                     | 14                     | 1                      | 3                  | 2                  | 2         | 0         | 19    | 3     |
| Всего за «Валенсию»         | Всего за «Валенсию»         | Всего за «Валенсию»         | 243                    | 36                     | 30                 | 10                 | 62        | 6         | 335   | 52    |
| Брайтон энд Хоув            | 2011/2012                   | Чемпионат ФЛ                | 17                     | 3                      | 2                  | 0                  | —         | —         | 19    | 3     |
| 2012/2013                   | Чемпионат ФЛ                | 12                          | 2                      | 1                      | 0                  | —                  | —         | 13        | 2     |       |
| Всего за «Брайтон энд Хоув» | Всего за «Брайтон энд Хоув» | Всего за «Брайтон энд Хоув» | 29                     | 5                      | 3                  | 0                  | —         | —         | 31    | 5     |
| Всего за карьеру            | Всего за карьеру            | Всего за карьеру            | 326                    | 50                     | 36                 | 10                 | 62        | 6         | 424   | 66    |